# Serafim Ponte Grande
Serafim Ponte Grande (1933) é uma personagem protagonista do livro de mesmo nome do escritor Oswald de Andrade, e era o único cidadão livre de uma São Paulo da segunda metade dos anos 20 - recém-saída da guerra civil - porque tinha um canhão no quintal.
Serafim é funcionário público do tipo nada exemplar. "Nosso herói tende ao anarquismo enrugado", revela o autor. Ele trabalha no órgão federal responsável pelo saneamento, a que se refere como "escarradeira". Casado, com filhos, diz que sua mulher foi "tomada por engano de sensualismo num sofá da adolescência". No primeiro momento do livro, narra a infância e adolescência e sua união com Lalá (mulher que foi obrigado a se casar), o pano de fundo da história é a Revolução de 1924, vista com muita ironia.
A cidade está conflagrada, a ordem ameaçada. Nesse ambiente, propício a toda sorte de transgressões, é que Serafim rouba o dinheiro que os revolucionários haviam deixado com um dos seus filhos, Pombinho, mata o chefe e foge para a Europa em um transatlântico.

## Ligação externa
- Uol Educação - "Serafim Ponte Grande - Livro é manifestação da rebeldia de Oswald de Andrade" (Página acessada em 31 de janeiro de 2011)